# Georg Hanstedt

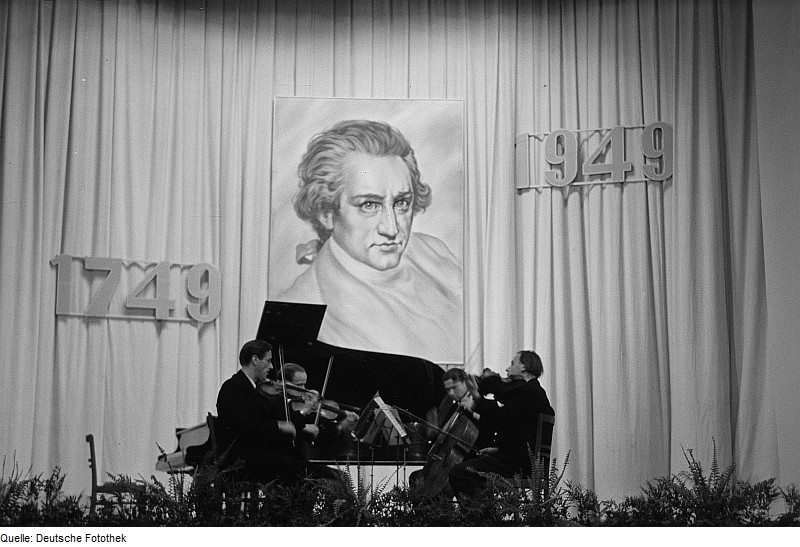
Georg Hanstedt (2.v.l.) als Mitglied des Kirmse-Quartetts (1949)

Georg Hanstedt (* 9. Oktober 1904 in Gelsenkirchen; † 25. März 1975 in Leipzig) war ein deutscher Violinist. Er war langjähriges Mitglied des Gewandhausorchesters Leipzig und wirkte in verschiedenen Streichquartetten. 1934 wurde er in das Bayreuther Festspielorchester berufen.

## Leben
Georg Hanstedt wurde 1904 als Sohn eines Polizeiwachtmeisters Georg Hanstedt und dessen Frau Elisabeth, geb. Wahnes, in Gelsenkirchen in Westfalen geboren. Nach dem Abitur an der Oberrealschule seiner Heimatstadt studierte er von 1923 bis 1928 Violine (bei Walther Davisson und Hans Bassermann), Theorie und Kompositionslehre (bei Max Ludwig) am Landeskonservatorium der Musik zu Leipzig. Daneben war er an der Universität Leipzig in geisteswissenschaftlichen Fächern eingeschrieben. Bereits während seines Musikstudiums wirkte er an den Gewandhauskonzerten mit.
Im Jahr 1929 wurde er unter Gewandhauskapellmeister Bruno Walter Mitglied der 2. Geigen des Theater- und Gewandhausorchesters. Im Zuge der Notverordnung von Reichskanzler Heinrich Brüning erhielt er im November 1931 seine Kündigung. Ab Oktober 1934 war er im Leipziger Sinfonie-Orchester unter Hans Weisbach tätig. Im selben Jahr wurde er in das Bayreuther Festspielorchester berufen. Im April 1937 wurde er am Gewandhausorchester, das inzwischen von Hermann Abendroth geleitet wurde, wiedereingestellt, dann aber im Februar 1943 zur Wehrmacht eingezogen. Bis zur Entlassung in Fürstenwalde im August 1945 war er in sowjetischer Kriegsgefangenschaft. Er setzte dann bis 1971 unter Herbert Albert, Franz Konwitschny, Václav Neumann und Kurt Masur seine Tätigkeit im Gewandhausorchester fort. Zuletzt war er Mitglied der 1. Geigen; außerdem spielte er gelegentlich die Mandoline.
Hanstedt war vielfältig als Kammermusiker tätig: Von 1928 bis 1938 spielte er die zweite Violine im Genzel Quartett, 1943 im Schachtebeck Streichquartett und ab 1945 im Kirmse-Quartett. Später war er Mitglied im Ludwig-Schuster-Quartett.
Zu seinen Schülern gehörte u. a. der Gewandhausmusiker Konrad Lepetit.
Ab 1936 war er mit Irene Melzer verheiratet, mit der er zwei Kinder hatte.